# Карл Шюмерс
Карл Шюмерс (нім. Karl Schümers; 17 жовтня 1905 — 18 серпня 1944) — німецький офіцер, оберфюрер СС. Кавалер Лицарського хреста Залізного хреста.

## Біографія
В 1927 році вступив в охоронну поліцію, 1 квітня 1933 року — в НСДАП, 1 січня 1944 року — в СС (посвідчення №422 550). У складі Поліцейської дивізії СС брав участь в Французькій кампанії і німецько-радянській війні, командував 2-м батальйоном 1-го поліцейського срілецького полку СС. З травня 1943 року — командир 7-го танково-гренадерського полку СС. Учасник антипартизанських операцій в Греції. З 22 липня 1944 року — командир своєї дивізії. 16 серпня 1944 року важко поранений (його автомобіль підірвався на міні) і через 2 дні помер.

## Воєнні злочини
- 5 квітня 1944 року наказав бійцям свого полку стратити 270 цивільних, в основному жінок і дітей, за вбивство 3 німецьких солдатів грецькими партизанами.
- 24 квітня солдати полку вбили 268 дітей.
- 10 червня солдати полку вбили 228 цивільних, включаючи 53 дитини.
- 17 червня Шюмерс наказав стратити 28 цивільних і повністю зруйнувати село Іпаті, а наступного дня — вбити 25 цивільних і спалити містечко Сперхіада.
- 5-31 серпня бійці дивізії вбили 170 цивільних і зруйнували десятки населених пунктів.

## Звання
- Гауптштурмфюрер СС (1 січня 1940)
- Штурмбаннфюрер СС (5 січня 1942)
- Оберштурмбаннфюрер СС (20 квітня 1943)
- Штандартенфюрер СС (20 квітня 1944)
- Оберфюрер СС (1 серпня 1944)

## Нагороди
- Медаль «За вислугу років у поліції» 3-го ступеня (8 років)
- Медаль «У пам'ять 13 березня 1938 року»
- Медаль «У пам'ять 1 жовтня 1938» із застібкою «Празький град»
- Залізний хрест
  - 2-го класу (19 червня 1940)
  - 1-го класу (1 липня 1940)
- Медаль «За зимову кампанію на Сході 1941/42»
- Німецький хрест в золоті (3 серпня 1942)
- Лицарський хрест Залізного хреста (30 вересня 1942)